# جايسون ديفيس (لاعب كرة قدم أمريكية)
جايسون ديفيس (بالإنجليزية: Jason Davis)‏ هو لاعب كرة قدم أمريكية أمريكي، ولد في 2 نوفمبر 1983 في سانت لويس في الولايات المتحدة.

## وصلات خارجية
- جايسون ديفيس على موقع مرجع كرة القدم المحترفة.كوم (الإنجليزية)
- جايسون ديفيس على موقع JustSportsStats.com (الإنجليزية)